# Корсано
Корсано (итал. Corsano) — коммуна в Италии, располагается в регионе Апулия, в провинции Лечче.
Население составляет 5770 человек (2008 г.), плотность населения составляет 636 чел./км². Занимает площадь 9 км². Почтовый индекс — 73033. Телефонный код — 0833.
Покровителем коммуны почитается священномученик Власий Севастийский (San Biagio), празднование 3 февраля.

## Демография
Динамика населения:

## Администрация коммуны
- Официальный сайт: http://www.comune.corsano.le.it/

## Города-побратимы
- Роман-сюр-Изер (Франция, с 2009)